# Galactites mutabilis
Espèce
Galactites mutabilis est une espèce de plantes à fleurs de la famille des Asteraceae endémique de l'Afrique du Nord et trouvée en Tunisie et en Algérie.